# Johannes Franz Kunze

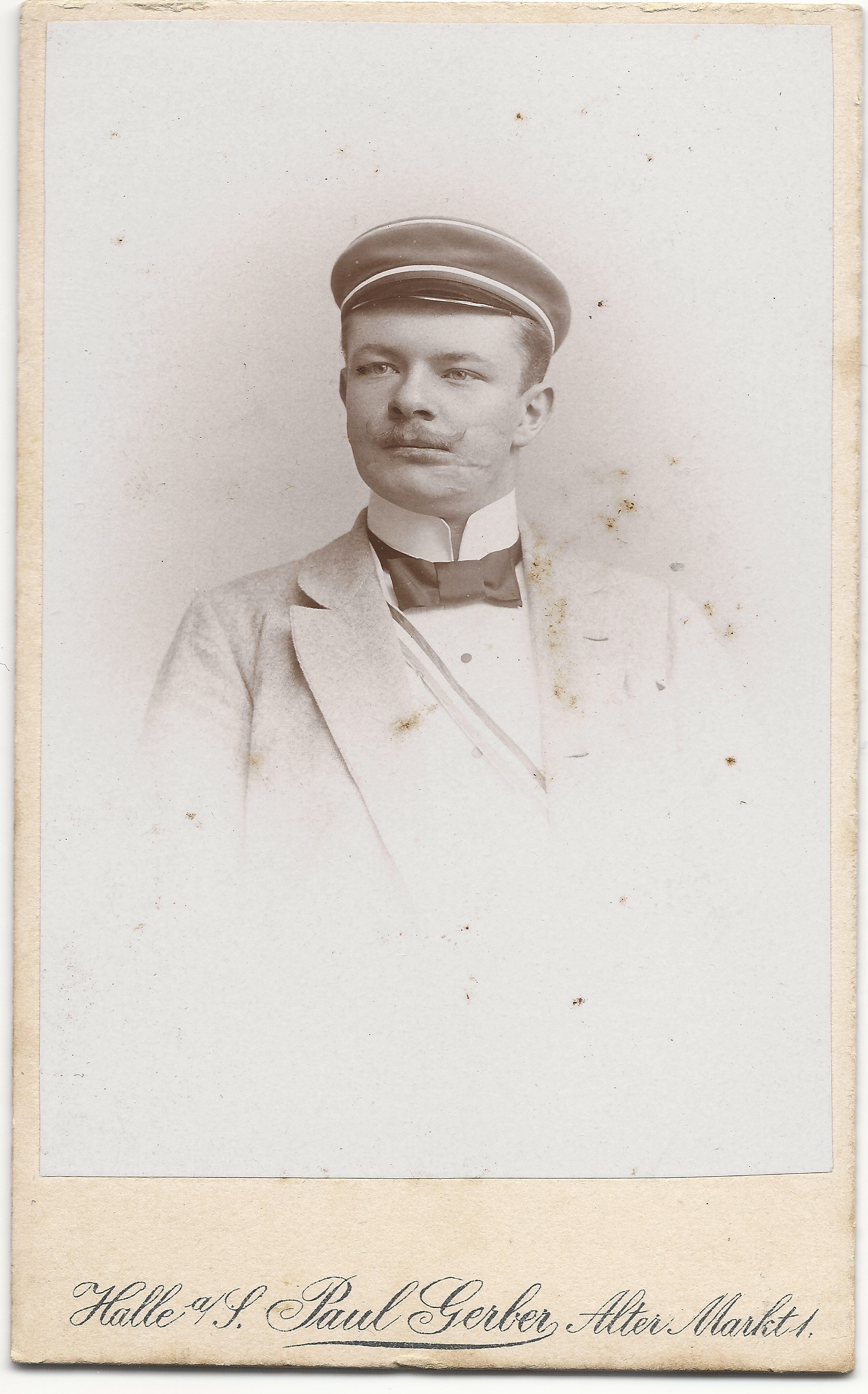
Hans Kunze (1896)

Johannes (Hans) Franz Gustav Kunze (* um 1876; † 4. Juli 1910 in Rauschen) war ein deutscher Verwaltungsjurist in Ostpreußen.

## Leben
Johannes Franz Kunze studierte an der Ludwig-Maximilians-Universität München und der Friedrichs-Universität Halle Rechtswissenschaft. 1896 wurde er Mitglied des Corps Makaria München. 1897 schloss er sich dem Corps Teutonia Halle an. Nach dem Studium trat er in den preußischen Staatsdienst. Er absolvierte das Regierungsreferendariat in Gumbinnen und legte 1905 das Examen als Regierungsassessor ab. 1909 wurde er Landrat des Landkreises Heydekrug. Das Amt hatte er bis zu seinem Tod 1910 inne.